# Allen Nono
Allen Dorian Nono (Port-Gentil, 15 agosto 1992) è un calciatore gabonese, attaccante del Pélican Lambaréné.

## Carriera

### Club
Dopo aver giocato per alcuni anni in patria, nell'estate del 2012 si trasferisce alla squadra marocchina dell'Olympique Khourigba, militante in massima serie, con cui esordisce il 30 settembre 2012 nella partita vinta per 2-1 contro l'Al Hoceima. Nel successivo turno di campionato gioca la sua prima partita da titolare, e nonostante un suo gol la sua squadra perde per 3-1 contro il Renaissance de Berkane; nell'undicesima giornata di campionato segna il suo secondo gol stagionale, in una partita vinta per 2-1 contro l'Olympique Safi. Chiude la stagione con 2 gol in 5 presenze, venendo ceduto al Mangasport Moanda a fine stagione. Con la nuova squadra nel 2014 vince il campionato gabonese. Nel 2015 passa all'AS Pélican, sempre in Gabon. Il 27 gennaio 2017 si trasferisce in Sudafrica ai Free State Stars: dopo 7 presenze nell'arco di due stagioni, torna in Gabon al Mounana; in seguito passa all'AS Pélican Lambaréné, sempre nella prima divisione gabonese.

### Nazionale
Ha giocato nella nazionale gabonese Under-23.
Fa parte della lista di convocati per i Giochi Olimpici di Londra 2012, nei quali ha giocato tutte e tre le partite disputate dalla sua nazionale, senza mai segnare. Il 15 giugno 2012 esordisce con la nazionale maggiore in un'amichevole persa per 3-0 contro il Sudafrica; nell'arco degli anni seguenti (tra il 2012 ed il 2016) gioca in totale 6 partite in nazionale, senza mai segnare.

## Palmarès

### Club

#### Competizioni nazionali
- Campionato gabonese: 1

Mangasport Moanda: 2014